# Mirabilicoxa birsteini
Mirabilicoxa birsteini är en kräftdjursart som först beskrevs av Menzies1962.  Mirabilicoxa birsteini ingår i släktet Mirabilicoxa och familjen Desmosomatidae. Inga underarter finns listade i Catalogue of Life.